# Blood (film, 2012)
Pour les articles homonymes, voir Blood.
Pour plus de détails, voir Fiche technique et Distribution.
Blood est un film policier britannique de Nick Murphy, sorti en 2012. Il s'agit d'une adaptation de la série télévisée Conviction.  

## Synopsis
Deux frères flics, Joe et Lenny, sont amenés à malmener un suspect qu'ils soupçonnent d'un crime odieux mais le coupable idéal mérite-t-il vraiment l'acharnement des deux frères ?   

## Fiche technique
- Titre original : Blood

- Réalisation : Nick Murphy
- Scénario : Bill Gallagher, d'après ses personnages
- Direction artistique : Cristina Casali
- Décors : Pawlo Wintoniuk
- Costumes : Michele Clapton
- Photographie : George Richmond
- Son : Ian Wilkinson
- Montage : Victoria Boydell
- Musique : Daniel Pemberton
- Production : Pippa Harris, Nick Laws et Nicola Shindler
- Société(s) de distribution :
- Pays d’origine :  Royaume-Uni
- Langue : anglais
- Format : Couleurs - 35mm - 2.35:1 - Son Dolby numérique
- Genre : policier
- Durée : 92 minutes
- Dates de sortie :  
  -  Royaume-Uni : 11 octobre 2012 (Festival du film de Londres)
  -  Royaume-Uni : 2013

## Distribution
- Paul Bettany : Joe Fairburn
- Mark Strong : Robert Seymour
- Brian Cox : Lenny Fairburn
- Stephen Graham : Chrissie Fairburn
- Adrian Edmondson : Tom Tiernan
- Zoe Tapper : Jemma Venn
- Ben Crompton : Jason Buleigh
- Natasha Little : Lily Fairburn
- Patrick Hurd-Wood : Dominic